# Ciomăgești
Ciomăgești est une commune du județ d'Argeș en Roumanie.